# Cascina (Italia)
Càscina (pronuncia: /ˈkaʃʃina/) è un comune italiano di 44 818 abitanti della provincia di Pisa, in Toscana. È costeggiato dal fiume Arno, che ne delimita il confine con i comuni di Vicopisano e San Giuliano Terme.

## Geografia fisica

### Territorio
Cascina si trova sulla riva sinistra dell'Arno, nella sua pianura alluvionale ad un'altitudine media di 6 m s.l.m. Il territorio è pianeggiante, non presenta zone boscose né corsi d'acqua naturali oltre al fiume Arno.
- Classificazione sismica: zona 2 (sismicità medio-alta), Ordinanza PCM 3274 del 20/03/2003

### Clima
- Classificazione climatica: zona D, 1853 GR/G
- Diffusività atmosferica: media, Ibimet CNR 2002

La tabella sottostante riporta i valori medi che si registrano nel corso dell'anno:
| Cascina            | Mesi | Mesi | Mesi | Mesi | Mesi | Mesi | Mesi | Mesi | Mesi | Mesi | Mesi | Mesi | Stagioni | Stagioni | Stagioni | Stagioni | Anno |
| Cascina            | Gen  | Feb  | Mar  | Apr  | Mag  | Giu  | Lug  | Ago  | Set  | Ott  | Nov  | Dic  | Inv      | Pri      | Est      | Aut      | Anno |
| ------------------ | ---- | ---- | ---- | ---- | ---- | ---- | ---- | ---- | ---- | ---- | ---- | ---- | -------- | -------- | -------- | -------- | ---- |
| T. max. media (°C) | 10,4 | 11,3 | 14,2 | 18,0 | 22,1 | 25,9 | 29,3 | 29,2 | 26,0 | 20,8 | 15,5 | 11,3 | 11,0     | 18,1     | 28,1     | 20,8     | 19,5 |
| T. min. media (°C) | 2,3  | 3,0  | 5,3  | 8,2  | 11,5 | 14,7 | 17,6 | 17,8 | 14,9 | 11,0 | 6,7  | 3,4  | 2,9      | 8,3      | 16,7     | 10,9     | 9,7  |

## Storia

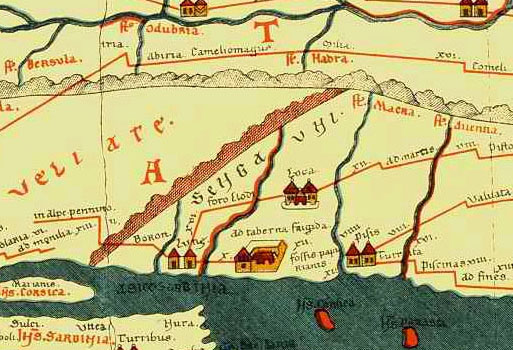
Tabula Peutingeriana

La storia documentata di Cascina risale sino al periodo romano. La pianta stessa della cittadina richiama quella del castrum, con strade perpendicolari tra loro (chiamate cardi e decumani) che formano una scacchiera. Inoltre nel territorio cascinese le tracce della centurazione romana sopravvivono nei toponimi attuali di molti paesi, come ad esempio il suffisso -anum/-ana in paesi come Musigliano, Visignano, Laiano, Bibbiano, Titignano e molti altri.
La prima menzione di Cascina è in una pergamena del 750 in cui si parla della donazione di una casa fatta alla chiesa di Santa Maria di Cassina. L'origine del nome è incerta, ma potrebbe essere derivata da un termine cassina o casina nel senso di "casa di campagna", oppure dall'omonimo torrente che attraversava l'attuale paese, ora scomparso, e che a sua volta deriverebbe da un nome di persona etrusco, latinizzato in Cassenius. La Tavola Peutingeriana riporta una località, detta Valvata, situata a 8 miglia romane da Pisa, che in passato è stata identificata con Cascina, anche se questa resta solo un'ipotesi. Ciò che invece è noto era l'attribuzione dei toponimi di diversi paesi situati sull'antica via romana che da Pisa conduceva a Cascina: Quinto veniva identificato con Casciavola, Sesto con la località in cui sorge la Pieve di San Cassiano, Settimo con San Benedetto a Settimo, Ottavo con una zona ad ovest di Cascina (località in cui anticamente sfociava il fiume Cascina), Nono ad est di Cascina e Tredici fra Vicopisano e Calcinaia. È chiaro quindi come l'attribuzione dei toponimi venisse fatta in base alle progressive distanze in miglia romane dalla città di Pisa.
Maggiori conoscenze sulla storia di Cascina risalgono all'epoca medievale, periodo in cui il comune combatté sanguinose battaglie prima contro i Lucchesi e poi contro i Fiorentini. Nel novembre del 1313 un soldato al seguito del condottiero pisano Uguccione della Faggiuola, tale Isbrigato da Peccioli, per vendicarsi con i Lucchesi che in una delle tante guerre avevano disfatto una torre di Cascina, pose una lapide nella chiesa di San Michele in Escheto a Lucca, con la scritta: «QUIA CASCINENSES TURRIM MISERE LUCENSES HANC CASCINENSES DESTRUXERUNT QUIPPE LUCENSES ISBRIGATO DE PECOLI FECIT» (traduzione: "poiché i lucchesi disfecero la torre dei cascinesi, i cascinesi distrussero questa dei lucchesi. Isbrigato da Peccioli pose").
A Cascina venne combattuta il 29 luglio 1364 la nota battaglia di Cascina tra Fiorentini e Pisani, la quale avrebbe dovuto essere raffigurata da Michelangelo Buonarroti in un affresco mai realizzato. Di esso si conservano disegni preparatori che raffigurano parti dell'affresco, e alcune copie parziali del cartone preparatorio (andato perduto), una delle quali di Aristotele da Sangallo raffigurante la parte in cui soldati fiorentini seminudi si stanno bagnando nel fiume Arno. Di questa scena esiste anche un dipinto di Giorgio Vasari, attualmente ospitato a Palazzo Vecchio di Firenze.
Dopo essere rimasta sotto il dominio di Pisa per tutto il secolo XIV, Cascina passò quindi sotto il dominio fiorentino. Storicamente, uno dei motivi dello sviluppo come borgo medioevale e della costruzione delle mura di Cascina fu proprio la sua collocazione sulla strada che congiunge le due città, che si alternarono più volte nel controllo del borgo. Da citare al riguardo della cerchia muraria, le torri angolari, a pianta pentagonale. In passato era presente un fossato, più o meno dove ora si trova la circonvallazione (viale Comaschi, via Pascoli, via della Pace, via Michelangelo).
Nel 1798 fu elevata a vicariato con il titolo di vicariato di Cascina e Pontedera.
Nel primo dopoguerra, specie con il sorgere dello squadrismo fascista nella primavera del 1921 Cascina ed il suo territorio furono interessati da una serie di violenze.
La prima vittima dei fascisti nell'intera provincia pisana fu Enrico Ciampi, ucciso a San Casciano il 4 marzo del 1921. Insieme al figlio Silvio aveva lasciato il Partito Socialista ed aveva fondato a Barca di Noce una sezione del Partito Comunista d'Italia. Proprio in questo periodo e in questo territorio la squadra fascista, guidata dal marchese Domenico Serlupi, terrorizzava i cittadini. In occasione di una manifestazione nei pressi della villa Serlupi, il marchese aprì il fuoco e ferì Ciampi che morì a seguito delle ferite riportate. Sull'eco dei fatti di Sarzana, nella notte tra il 21 ed il 22 luglio a Cascina i fascisti guidati da Serlupi entrano in una trattoria intimando all'oste Luigi Benvenuti di issare la bandiera a lutto e ai presenti alzarsi in piedi in omaggio agli squadristi morti. Ne scaturì una rissa dove Serlupi sparò e uccise Benvenuti, oltre ad un fascista (quest'ultimo ammazzato involontariamente). Lo stesso marchese però nello scontro rimediò una coltellata che lo porterà alla morte il giorno successivo. Sempre sull'onda di questi avvenimenti una squadraccia il 23 luglio assassina nella frazione di Santo Stefano a Macerata Archimede Bartoli, figlio di un consigliere comunale socialista. Il 19 marzo 1922 infine, alle porte di Cascina, venne assassinato dai fascisti Comasco Comaschi. Attivista anarchico, promotore della locale Pubblica Assistenza, Comaschi era soprattutto la carismatica guida degli Arditi del Popolo della zona.
Durante la seconda guerra mondiale Cascina subì i pesanti effetti dell'occupazione nazifascista. Tra il 13 ed il 14 luglio 1944, nella frazione di San Benedetto, quattro uomini furono giustiziati dai nazisti con l'accusa di sabotaggio. Il 9 agosto successivo, nel corso di un rastrellamento, sei uomini vennero fucilati dai tedeschi in località Pettori.
Ai nostri giorni Cascina e le sue frazioni si presentano come una grande conurbazione in continua crescita che si protende verso Pisa.

### Simboli
Lo stemma e il gonfalone sono stati concessi con DPR dell'11 settembre 1996.
Lo stemma è d'azzurro, alla fascia-banda d'oro, sormontata da una cassa d'argento, con l'iscrizione «Fides» di nero. La cassa si riferisce al supposto nome latino della città, ovvero cassina o casina. Originariamente sotto l'urna era posta una fascia-banda d'argento e d'oro. La fascia, successivamente, è stata modificata in una squadra d'oro, per rappresentare la lavorazione del legno, attività molto diffusa nella cittadina e nei dintorni.
Il gonfalone è un drappo rettangolare di colore bianco.

## Monumenti e luoghi d'interesse

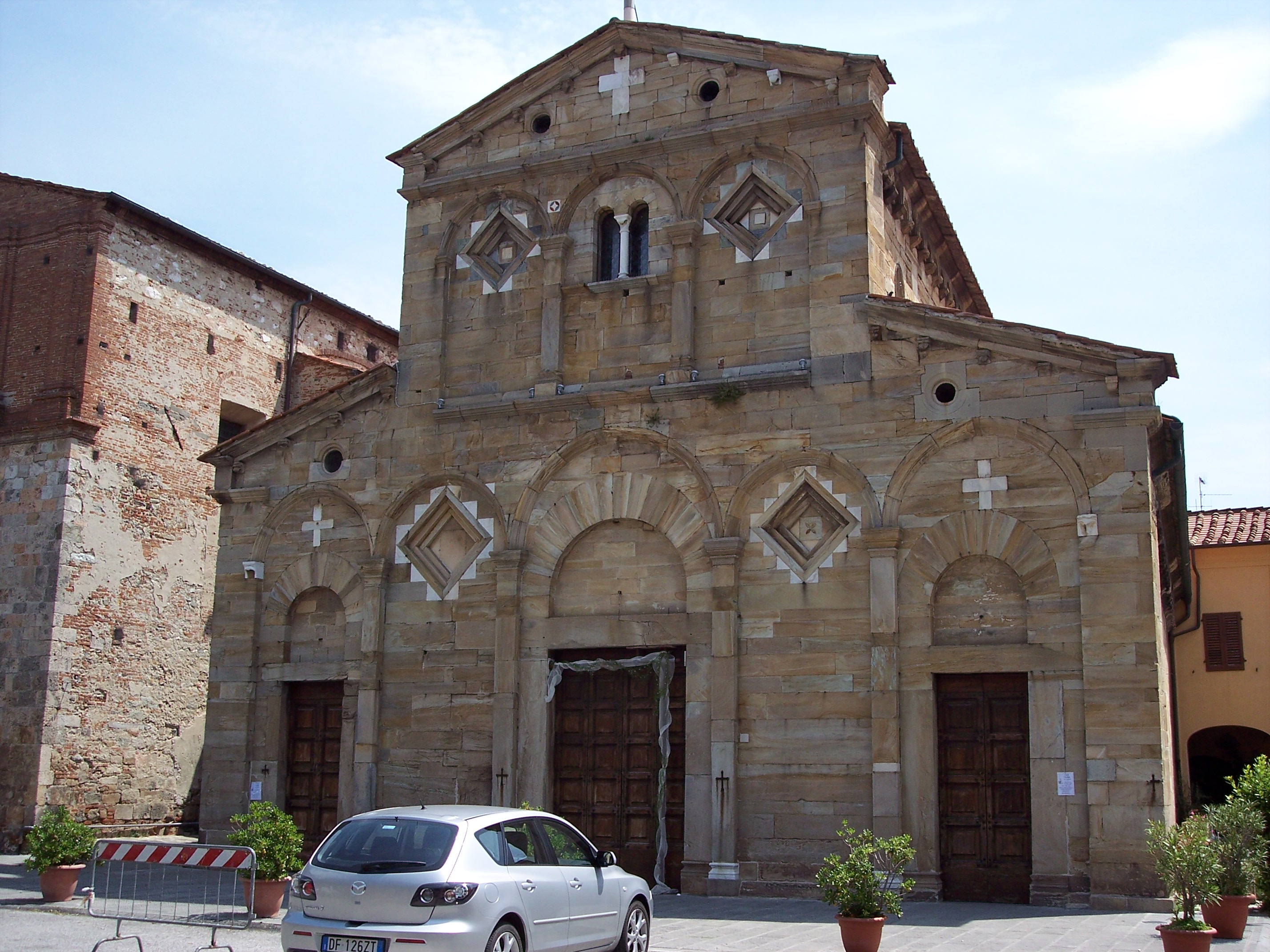
Pieve di Santa Maria

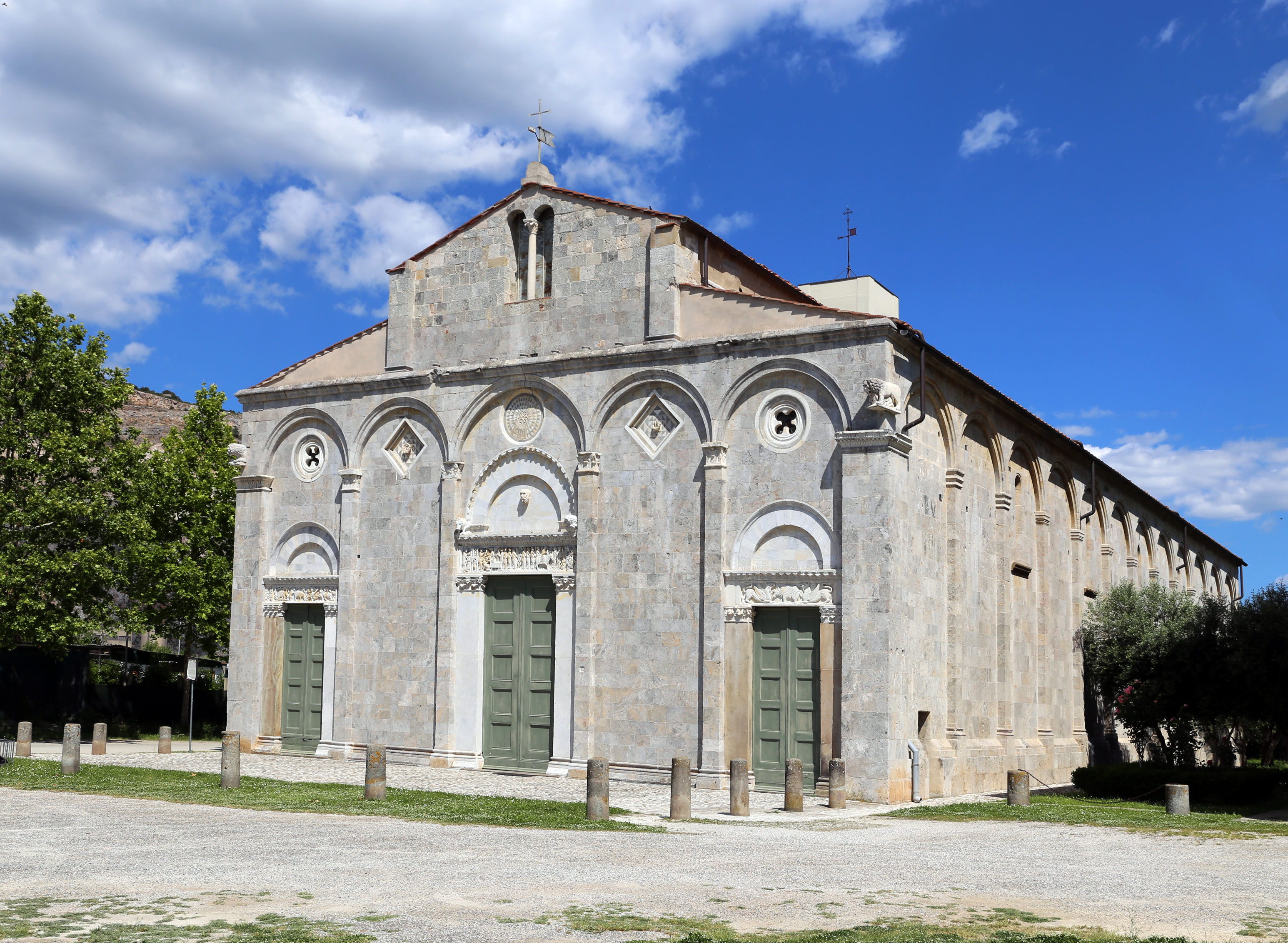
Pieve di San Casciano

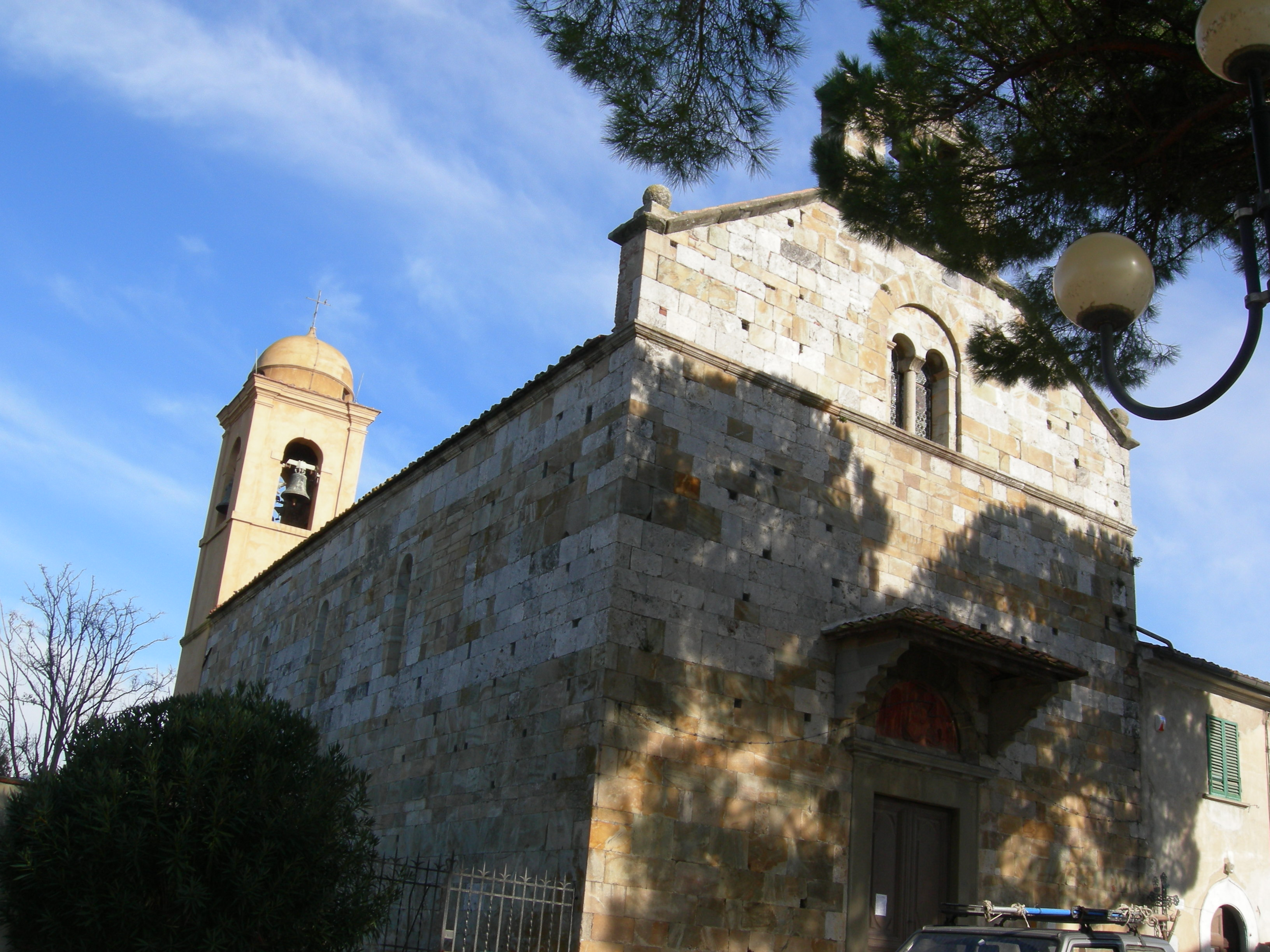
San Giorgio a Bibbiano

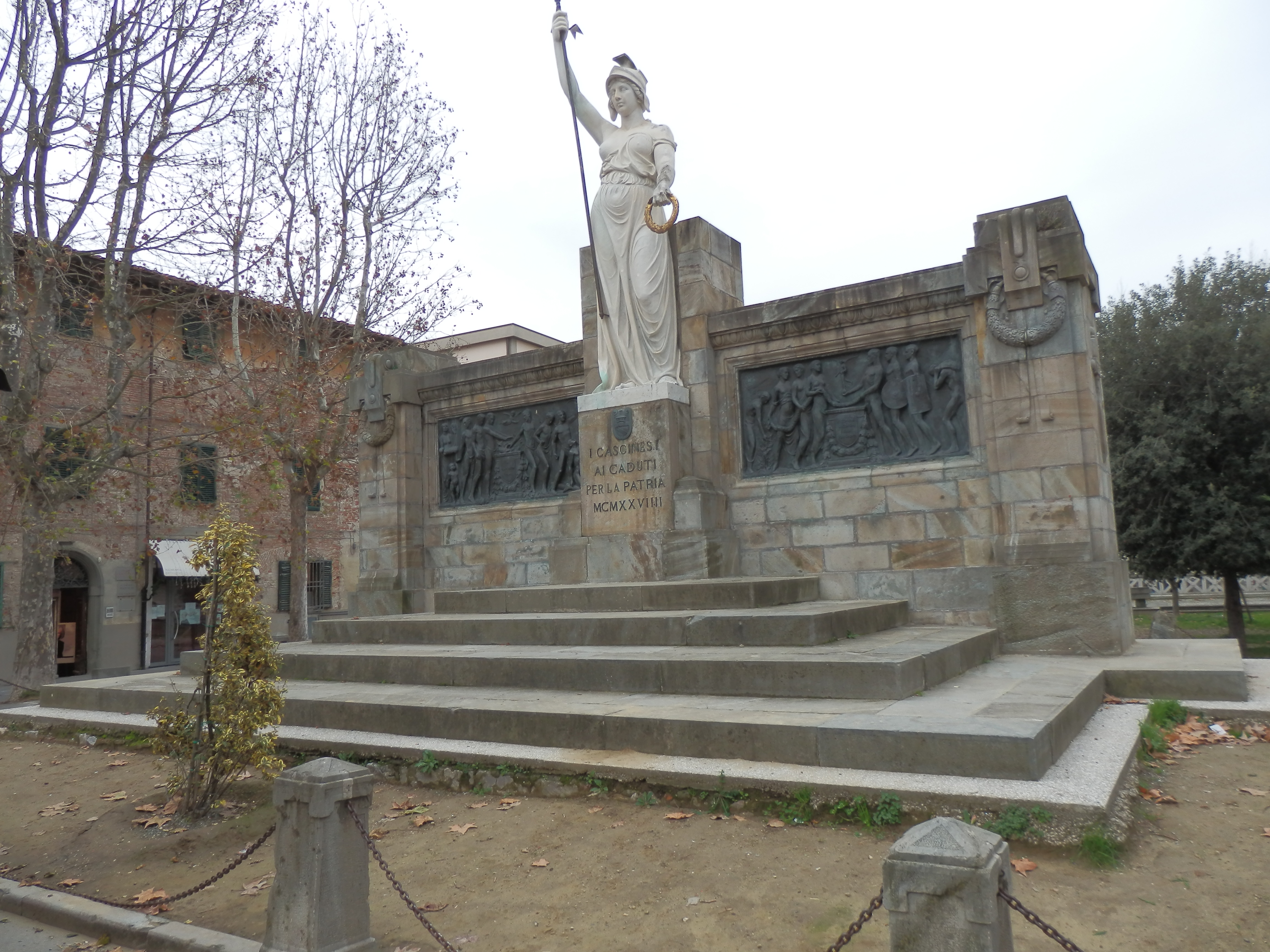
Monumento ai Caduti

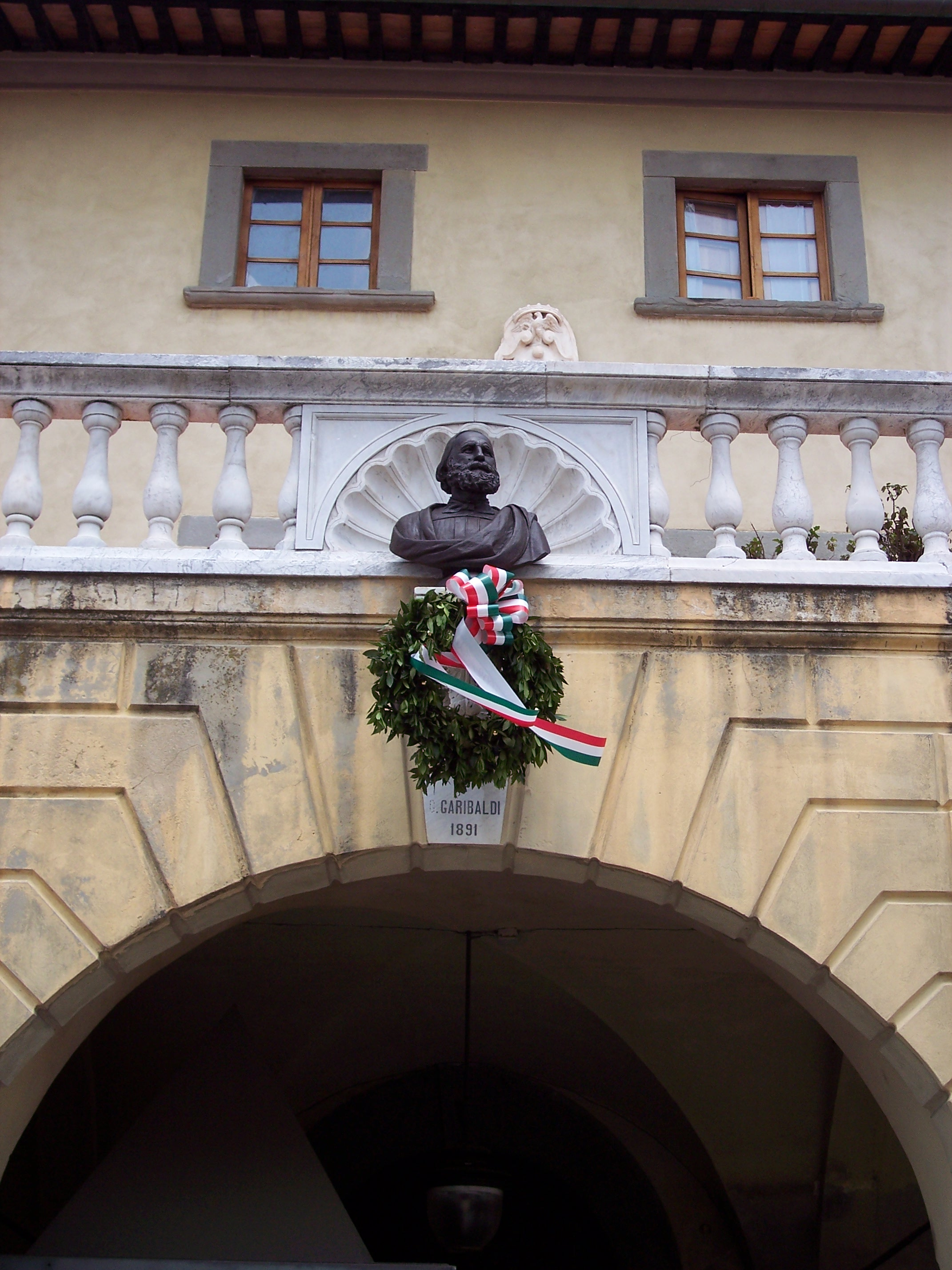
Busto di Garibaldi

### Architetture religiose

#### Pieve di Santa Maria
La pieve di San Giovanni e Santa Maria Assunta la si trova menzionata nell'anno 801 e si trova nella piazza principale di Cascina. La pieve così come concepita oggi risale alla fine dell'XI secolo e rientra nel tipico stile architettonico del romanico pisano. Il campanile è del XII secolo, ma la parte superiore venne ricostruita alla fine del secolo successivo. Il soffitto, ricostruito a seguito di un incendio, è a cassettoni. Tra le opere di rilievo che si ritrovano all'interno, un frammento d'affresco trecentesco con la Madonna con Bambino, una Madonna con Bambino in terracotta attribuita a Benedetto da Maiano, un'acquasantiera romanica.

#### Pieve di San Casciano
La pieve dei Santi Ippolito e Cassiano è situata a San Casciano ed è ricordata in un documento datato 12 aprile 970. Nella ristrutturazione della fine del XII secolo intervenne Biduino, uno dei massimi rappresentanti della cultura artistica del tempo, autore dell'architrave del portale centrale, corredato da due iscrizioni di cui una con la data 1180. All'interno si conservano l'antico fonte battesimale monolitico ad immersione (forse dell'XI secolo) e una terracotta della bottega di Andrea della Robbia raffigurante il Battesimo di Gesù. Nel 2005, in occasione degli 825 dalla fondazione, sono state collocate delle nuove via crucis, opere in terracotta refrattaria bianca della scultrice Chiara De Chiara.

#### Pieve di San Lorenzo alle Corti
La pieve di San Lorenzo è un'antica pieve alto-medievale, è situata nella frazione di San Lorenzo alle Corti, dove è comunemente nota come "La Pieve". La chiesa è un edificio a navata unica e senza abside, mostra sulla facciata due riproduzioni di un'antica epigrafe che attribuisce l'edificazione della prima San Lorenzo all'anno pisano 1046, ossia al 1045. La chiesa fu gravemente danneggiata nelle inondazioni del 1333 causate dallo straripamento dell'Arno. Il dono della reliquia di un dente del martire san Lorenzo è ricordato in un'epigrafe, ora murata all'interno della pieve nella parete sinistra sotto la cantoria.

#### Badia di San Savino
L'abbazia di San Savino, comunemente nota come "badia", è un importante edificio religioso situato a Montione. Le prime notizie sono rintracciabili in un documento risalente al 30 aprile 780, riguardante la fondazione del "monastero di San Savino di Montione", posto a difesa e aiuto della "veneranda chiesa del Beatissimo San Savino di Ceragiolo". La chiesa costruita con blocchi di calcare del Monte Pisano, presenta la tipica struttura monastica a navata unica, con presbiterio "a T" ed abside semicircolare. Un timpano conclude l'edificio con tetto a capanna. Sul lato ovest si trova l'ingresso al monastero, costituito da un ampio arco a tutto sesto. La sommità del campanile, a pianta rettangolare, fu distrutta nel 1943 dall'esercito tedesco in ritirata, per non lasciare punti sopraelevati da cui poter avere una buona visuale. In anni recenti, al campanile è stata restituita la forma originale aggiungendovi la parte mancante.

#### Santuario della Madonna dell'Acqua
Il santuario della Madonna dell'Acqua fu edificato poco fuori le mura di Cascina fra il 1614 e il 1619, su progetto di Iacopo Maruscelli, con un'elegante struttura a pianta centrale a croce greca. All'interno sono conservati un imponente altar maggiore con affresco staccato con la Madonna col Bambino (XVI secolo) e l'altare di San Rocco.

#### Altre chiese
- Chiesa dell'Arnaccio
- Chiesa di San Michele Arcangelo (Casciavola)
- Chiesa dei Santi Pietro e Paolo (Latignano)
- Chiesa del Sacro Cuore di Gesù (Latignano)
- Chiesa di San Miniato in Marcianella (Marciana)
- Chiesa di San Michele (Marciana)
- Chiesa di San Donato (Montione)
- Chiesa di San Martino (Musigliano)
- Chiesa di San Iacopo (Navacchio)
- Chiesa di Santo Stefano (Pettori)
- Chiesa di San Benedetto a Settimo (San Benedetto)
- Chiesa di San Frediano a Settimo (San Frediano a Settimo)
- Chiesa di San Giorgio a Bibbiano (San Giorgio)
- Chiesa di San Lorenzo (San Lorenzo a Pagnatico)
- Chiesa di Santo Stefano (Santo Stefano a Macerata)
- Chiesa di San Prospero (San Prospero)
- Chiesa di San Sisto (San Sisto al Pino)
- Chiesa dei Santi Andrea e Lucia (Ripoli)
- Chiesa di Sant'Ilario (Titignano)
- Chiesa dei Santi Pietro e Giusto (Visignano)
- Chiesa di Santa Maria (Zambra)
- Chiesa di San Jacopo (Zambra)

#### Oratori e cappelle
- Oratorio di San Giovanni Battista (o dei Cavalieri): è un piccolo oratorio che appartenne in un primo momento ai Cavalieri di Rodi (detti successivamente Cavalieri di Malta) e si affaccia sul corso principale della città di Cascina. La chiesa fu edificata alla fine del Trecento per volontà di Bartolo Palmieri da Cascina, appartenente all'Ordine dei Cavalieri Gerosolimitani, l'attuale Sovrano Militare Ordine di Malta. La semplice struttura in laterizio, a navata unica in due campate di uguale misura e coperta con volte a crociera, è totalmente rivestita all'interno di un ciclo di affreschi del senese Martino di Bartolomeo (1398).
- Oratorio di Santa Croce: d'origine seicentesca, fu restaurato nel Settecento e oggi è in uso alla compagnia della Misericordia.
- Cappella della Madonna di Fatima (Latignano)
- Cappella della Madonna delle Anime Sante del Purgatorio (Latignano)
- Cappella di San Jacopo in Palmerino (Latignano)

### Architetture civili

#### Palazzi
- Palazzo Iacoponi Marrante (oggi scuola Santa Teresa c.i.f.) Cascina, corso Matteotti.
- Palazzo Piccioli, corso Matteotti, Cascina.
- Palazzo Formichi (oggi FormichiRemy de Tourique e Bertini), Cascina, corso Matteotti.
- Palazzo Buoni, Cascina, corso Matteotti.
- Palazzo Stefanini, Cascina, via Palestro.
- Palazzo da Cascina, via Tosco-Romagnola, località Marciana.
- Palazzo Bertini, via Tosco-Romagnola, località San Benedetto.
- Palazzo Grossi, via Tosco-Romagnola, località San Benedetto.

#### Ville
- Villa Isnard, Cascina
- Villa Bianchi (oggi Bertini), Cascina, via Sant’Ilario.
- Villa Barasaglia (oggi Gambini), San Lorenzo alle Corti, via R. Berretta.
- Villa Baldovinetti, località San Giorgio, via Tosco Romagnola.
- Villa Lanfranchi-Zalum, località San Casciano, via di Mezzo Nord.
- Villa Delle Quattro Stagioni, detta anche Villa delle Statuine, San Casciano, via delle Statuine.
- Villa Curzio Scevoli, Upezzinghi, Roncucci, Del Carratore, località Titignano, via di Titignano.
- Villa Serlupi, località San Casciano, via di Barbaiano.
- Villa Upezzinghi, Roncucci, Del Carratore, Titignano, via di Titignano.
- Villa Remaggi, Navacchio, via Tosco-Romagnola.
- Villa Ruschi, località San Lorenzo alle Corti, via di Mezzo Nord.
- Villa di Lupo Parra, San Severino, località San Prospero, via Di Lupo Parra.

### Architetture militari

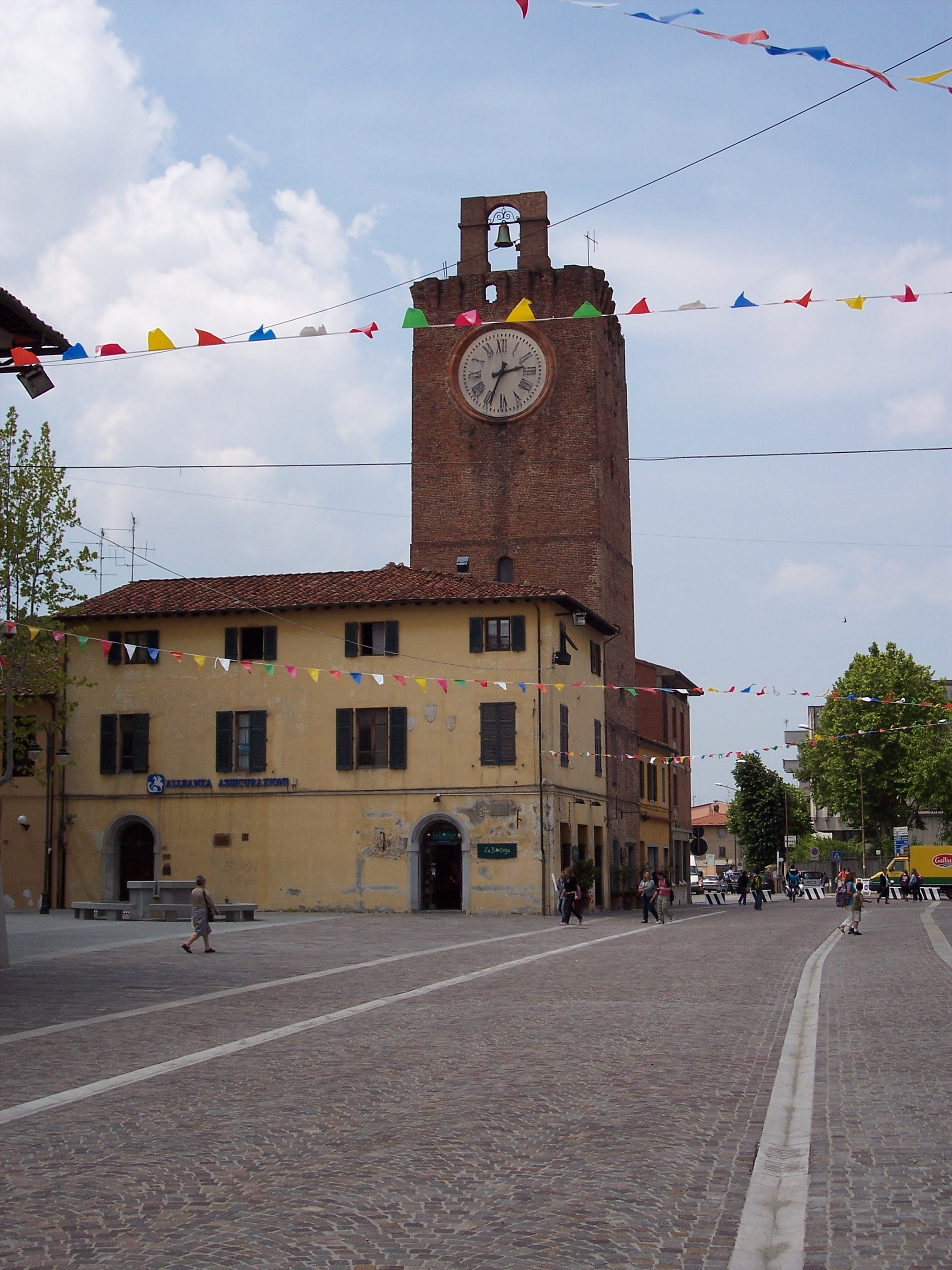
La Torre dell'orologio

#### Cinta muraria
Le mura di Cascina circondavano l'antico abitato del paese al centro, nel corso dei secoli, di guerre tra la Repubblica di Pisa e Firenze. La cinta muraria eretta a difesa dell'intero borgo molto è documentata a partire dal 1293. Furono edificate nel XIII secolo in pietra e laterizio. Si notano diverse fasi costruttive con l'uso di materiali diversi, il verrucano per la prima fascia, materiale misto per la seconda e terza fascia. È quindi molto probabile che siano state innalzate in epoche successive e a seconda del clima politico della regione.
Due erano le porte che si aprivano per consentire il passaggio sull'asse est-ovest: la Porta Pisana e la Porta Fiorentina, entrambe demolite dopo il 1889 per far passare il tram (detto "trammino"), che conduceva da Pisa a Pontedera, anch'esso oggigiorno scomparso. Dentro Porta Fiorentina era presente la chiesa di San Giovanni Decollato, fregiata di mirabili affreschi del Luini. Altri tratti delle mura furono demoliti per creare nuovi accessi e per "dare aria" al paese, altri oggi sono visibili solo internamente, in quanto inglobati nei numerosi capannoni industriali sorti nel '900 per dare spazio all'industria del mobile. Particolari sono le torri angolari a pianta pentagonale.
All'esterno delle mura era presente un fossato, secondo alcuni, alimentato dal torrente Cascina, oggigiorno confluente del fiume Era a Ponsacco. Per oltrepassare il fossato erano probabilmente presenti due ponti levatoi, poi sostituiti con due ponti fissi in mattoni.

#### Torre dell'orologio
La torre civica di Cascina, meglio conosciuta come torre dell'orologio, ospita per l'appunto l'orologio del paese. È costruita in laterizio e in epoca passata doveva far parte del palazzo ospitante le milizie. Sulla sua superficie si notano gli innalzamenti che ha subito nei secoli: l'altezza originale della torre terminava infatti poco sopra il limite inferiore del grande orologio. L'ultimo restauro risale al 1981.

## Società

### Evoluzione demografica
Abitanti censiti

### Etnie e minoranze straniere
Secondo i dati ISTAT al 31 dicembre 2023 la popolazione straniera residente era di 3 662 persone ovvero l'8,26% della popolazione.

## Cultura

### Istruzione

#### Biblioteche
- Biblioteca comunale di Cascina

#### Ricerca
- Rivelatore di onde gravitazionali VIRGO, in località Santo Stefano a Macerata.
- Polo tecnologico di Navacchio, succursale della Scuola Superiore Sant'Anna di Pisa.

#### Scuole
- I.C. "Giovanni Falcone"
- I.C. "Fabrizio De Andrè"
- I.C. "Paolo Borsellino"
- II.SS. "Antonio Pesenti" (Liceo Scientifico, Linguistico, Internazionale, Tecnico-Economico e Liceo Sportivo)
- Istituto Statale D'Arte "Franco Russoli" (sedi di Cascina e Pisa)
- Associazione Università della Libera Età

### Media

#### Televisione
Presso il polo scientifico e tecnologico di Navacchio ha sede l'emittente televisiva ContoTV.

### Musica
- Filarmonica Municipale "Giacomo Puccini"
- Corale Polifonica Cascinese
- Scuola di musica Centro Impronte Sonore

A partire dal 2009 fino al 2015 si sono svolti i Pomeriggi Musicali, manifestazione concertistica curata dal M° Fabio De Ranieri che nel 2011 ha ricevuto la Medaglia d'Oro da parte del Presidente della Repubblica Giorgio Napolitano. I concerti si sono svolti presso il Centro Culturale Peppino Impastato, la Biblioteca Comunale ed il Teatro Politeama, gli eventi hanno visto la partecipazione di importanti artisti di calibro nazionale ed internazionale.

### Teatro

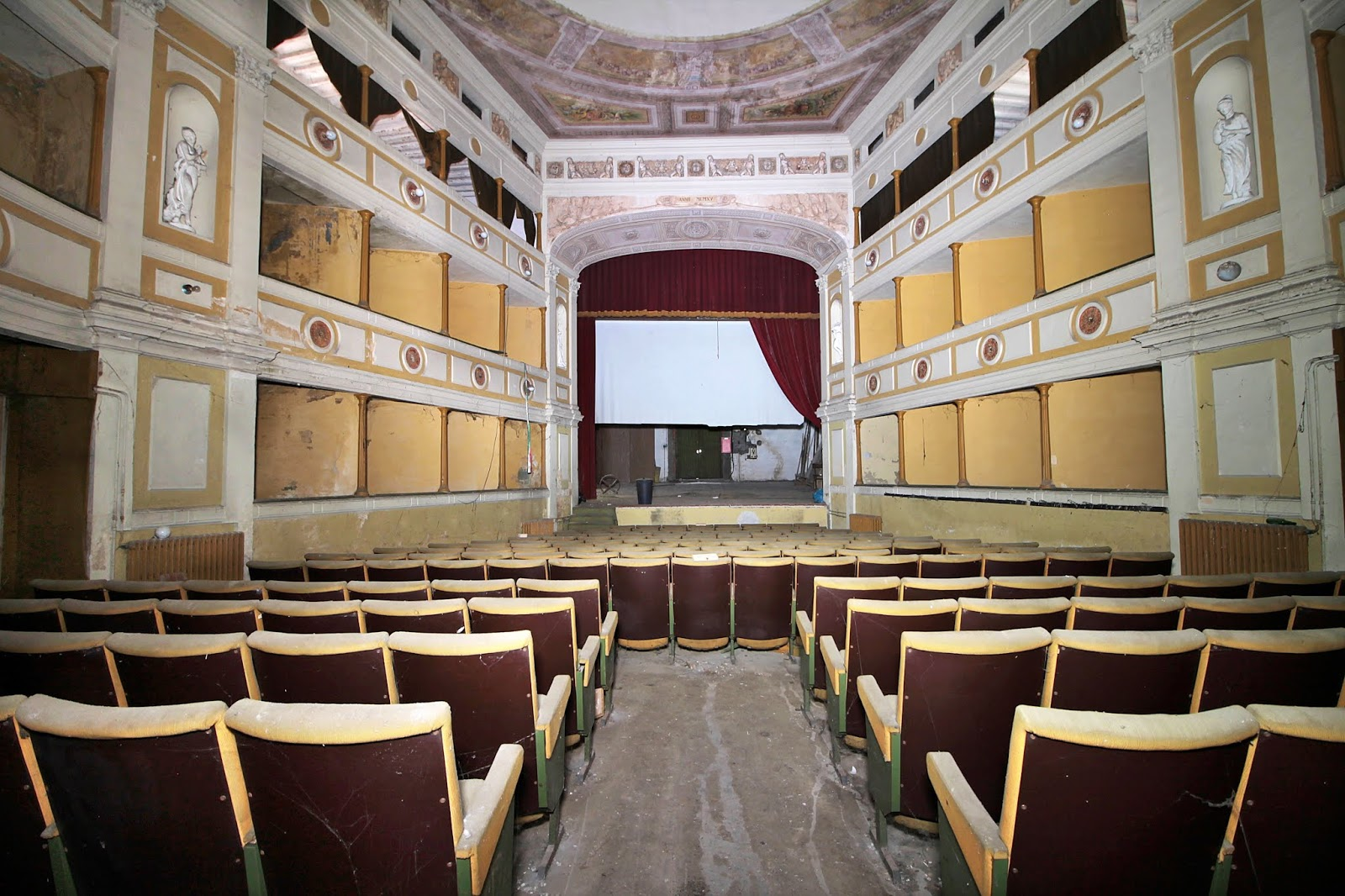
Interno del Teatro Bellotti-Bon

#### Teatro Bellotti Bon
Costruito nel 1874 dall'omonima famiglia, il teatro venne progettato dall'architetto Luigi Bellincioni, venne inaugurato nel 1915 con il nome di Teatro Nuovo. Di stile neoclassico, il teatro si presenta a forma di ferro di cavallo con due ordini di palchi, una galleria ed un loggione. Nel 1945 la struttura venne acquistata dal tenore Fausto Cavallini. Il luogo, rimasto abbandonato per trent'anni, è in fase di ristrutturazione e restauro.
- Teatro Politeama

## Geografia antropica

### Località principali
- Casciavola (3 788 abitanti)[14]
- Latignano (2 008 abitanti)[14]
- Marciana (1 388 abitanti)[14]
- Montione (1 739 abitanti)[14]
- Musigliano (767 abitanti)[14]
- Navacchio (683 abitanti)[14]
- Pettori (933 abitanti)[14]
- Ripoli (511 abitanti)[14]
- San Benedetto (1 934 abitanti)[14]
- San Casciano (2 777 abitanti)[14]
- San Frediano a Settimo (3 764 abitanti)[14]
- San Giorgio a Bibbiano (1 200 abitanti)[14]
- San Lorenzo a Pagnatico (1 677 abitanti)[14]
- San Lorenzo alle Corti (3 569 abitanti)[14]
- San Prospero (1 791 abitanti)[14]
- San Sisto al Pino (1 016 abitanti)[14]
- Santo Stefano a Macerata (517 abitanti)[14]
- Titignano (1 473 abitanti)[14]
- Vicarello (126 abitanti)[14]
- Visignano (1 618 abitanti)[14]
- Zambra (1 057 abitanti)[14]

### Altre località del territorio
Altre località rilevanti sono quelle di Arnaccio (113 abitanti), Case di Gosto, Chiesanuova, Garzella, La Gronchia, Laiano, Pardossi, San Donato, Sant'Anna e Via di Corte.

## Economia
Il comune ha una tradizione contadina e di artigiani del legno; ospita numerosi mobilifici e un istituto statale d'Arte che prevede un curriculum scolastico in Arte del Legno.
Fino agli anni sessanta l'economia cascinese è stata prevalentemente legata all'agricoltura.
Negli anni sessanta Cascina divenne famosa in tutta Italia per i suoi mobili, ma la tradizione artigiana a Cascina ha profonde radici nel passato, tanto che la farmacia della Certosa di Calci è stata realizzata nel 1642 da artigiani cascinesi. Ancora oggi nel centro storico, si possono trovare le botteghe degli artigiani e sulla via principale le varie esposizioni, malgrado una crisi iniziata negli anni ottanta. Da qualche anno l'abilità dei mobilieri viene apprezzata nella realizzazione degli interni delle navi e degli yacht. Di notevole importanza anche l'attività edilizia ed il settore del tessile e della maglieria.
In anni recenti, sono state sviluppate due aree industriali, con la presenza di industrie leggere, a Cascina e Navacchio, servite entrambe da uscite della strada di grande comunicazione Firenze-Pisa-Livorno.

## Infrastrutture e trasporti

### Strade
- Strada di grande comunicazione Firenze-Pisa-Livorno
- Strada statale 67 Tosco Romagnola
- Strada statale 67 bis Arnaccio

### Ferrovie
- Ferrovia Leopolda
  - Stazione di Cascina
  - Stazione di Navacchio
  - Stazione di San Frediano a Settimo

### Mobilità urbana
Cascina è collegata a Pisa con corse automobilistiche di linea svolte dalla società Autolinee Toscane.
Dal 1881 al 1953 la località era attraversata dalla tranvia a vapore che, percorrendo l'asse della via Fiorentina, collegava Pisa con Pontedera e, attraverso una diramazione che si distaccava in località Navacchio, con Caprona e Calci. La stazione tranviaria si trovava nel pieno centro di Cascina, in corso Giacomo Matteotti, motivo per cui la linea tranviaria vide sin dall'inaugurazione un intenso traffico passeggeri nonostante la presenza della stazione ferroviaria a servizio della medesima località.

## Amministrazione
| Periodo | Periodo   | Primo cittadino     | Partito                                     | Carica       | Note |
| ------- | --------- | ------------------- | ------------------------------------------- | ------------ | ---- |
| 1994    | 1998      | Carlo Cacciamano    | Partito Democratico della Sinistra          | Sindaco      |      |
| 1998    | 2001      | Carlo Cacciamano    | Democratici di Sinistra                     | Sindaco      |      |
| 2001    | 2006      | Moreno Franceschini | Democratici di Sinistra                     | Sindaco      |      |
| 2006    | 2011      | Moreno Franceschini | Democratici di Sinistra Partito Democratico | Sindaco      |      |
| 2011    | 2016      | Alessio Antonelli   | Partito Democratico                         | Sindaco      |      |
| 2016    | 2019      | Susanna Ceccardi    | Lega Nord                                   | Sindaco      |      |
| 2019    | 2020      | Dario Rollo         | Eletto nella lista Lega Nord                | Sindaco f.f. |      |
| 2020    | In carica | Michelangelo Betti  | Partito Democratico                         | Sindaco      |      |

### Gemellaggi
- Um Drega
- Sebnitz
- Saliès, dal 2007

## Sport

### Società sportive
- La società calcistica Associazione Sportiva Cascina Calcio ha militato in Serie D fino alla stagione 2021/2022 per poi sciogliersi.[16]
- La società calcistica A.S.D. Atletico Cascina nella stagione 2024/2025 milita nel campionato di Seconda Categoria Toscana.
- La Pallavolo Cascina e la Pallavolo Casciavola, nella stagione 2024/2025 militano in Serie C.
- Il Circolo Scherma Navacchio, attivo nella omonima frazione dal 1979, ha riportato numerosi successi sia in campo nazionale che internazionale.
- A.C. Marcianese, società ciclistica che nel 2011 ha compiuto cento anni, essendo nata nel 1911. La società organizza ogni anno il Giro delle Due Province, classica ciclistica per dilettanti Elite/Under-23.
- Pugilistica Cascinese, società fondata da Alfiero Conti nel 1954[17] e frequentata da un adolescente Sandro Mazzinghi.[18]

### Impianti sportivi
- Stadio Simone Redini con annesso centro sportivo polivalente. Fino alla stagione 2021/2022 l'impianto ha ospitato le partite interne dell'Associazione Sportiva Cascina Calcio. Ha inoltre ospitato tre incontri del Campionato europeo di calcio Under-17 2005 tra cui una semifinale. Attualmente la struttura è gestita e utilizzata dall'A.S.D. Atletico Cascina.

### Eventi sportivi
- Nel 1978 Cascina è stata sede di arrivo della 3ª tappa del Giro d'Italia, vinta da Johan De Muynck.
- Inoltre è da evidenziare un'importante manifestazione sportiva locale. Infatti allo stadio Simone Redini si svolge annualmente un Memorial calcistico che omaggia rispettivamente Pietro Martinelli, Fabio Fiorentini e Giovanni D'Angelo. Il torneo viene disputato nell'ultimo fine settimana di Maggio coinvolgendo le categorie Esordienti e Giovanissimi.[19][20][21]